# Anne Bodenham
Anne Bodenham, död 1653, var en engelsk kvinna som avrättades för häxeri. Hennes fall var berömt och blev föremål för samtida forskning.
Anne Bodenham åtalades i Salisbury i Wiltshire. Hon var verksam som klok gumma i Salisbury, och fick betalt för att återfinna försvunna föremål och bota och avvärja sjukdom.
Tjänaren Anne Styles, som var inblandad i ett mål om giftmord i en familjefejd, anklagade Anne Bodenham för att vara lärjunge och assistent till John Lambe, för att framkalla demoner och ha slutit en pakt med Djävulen och försökt övertala Styles att göra detsamma. John Lambe var en astrolog som hade lynchats i London 1628 anklagad för att ha varit en trollkarl, bekant med den impopulära kungliga gunstlingen George Villiers. Styles gav en intervju för pamflettförfattaren Edmond Bower i fängelset, och Edmond Bower skildrade hela fallet.
Ann Bodenham avrättades för häxeri genom hängning i Fisherton Anger vid Salisbury år 1653.

## Eftermäle
Bodenhams fall skildrades i Bower, Edmond. Doctor Lamb Revived, or, Witchcraft Condemned in Anne Bodenham. London: 1653 och Doctor Lambs Darling. London: 1653.
Henry More undersökte fallet och utgav en fackbok om häxeri 1655 där han lyfte fram fallet Anne Bodenham som ett exempel på häxeriets existens, något som hade stort inflytande under 1650-talet, då det pågick en intensiv häxjakt i England.